# 병살
병살(竝殺, 倂殺) 또는 더블플레이(영어: double play, DP)는 야구에서 노아웃 또는 1아웃 이상인 상황에서 타자의 타격 후 수비수가 그 타구를 잡아 2명의 주자를 아웃시키는 것을 말한다. 이때 병살의 원인이 되는 타자의 타격을 병살타(倂殺打, 竝殺打, hit into double play, grounded into double play, GIDP)라고 하며, 병살타를 친 타자의 타점은 타점으로 기록되지 않는다.
3명의 공격수를 아웃시킨 경우에는 삼중살이라고 한다.

## 병살타가 될수 있는 경우

### 땅볼 → 병살타
주로 주자가 1루에 있는 상황에서 나온다. 타자가 땅볼을 친 후 수비수가 공을 잡은 뒤 2루에 있는 수비수에게 던지거나 직접 2루 베이스를 밟은 뒤에 1루로 공을 던져서 2명의 공격수가 모두 아웃 판정을 받으면 병살이 된다.
흔히 듣는 ‘6-4-3 병살’이란 유격수-2루수-1루수의 순서로 송구해서 주자들을 아웃시키는 것을 말하는데, 야구에서 가장 많이 나오는 병살이다. 수비번호로 유격수가 (6), 2루수가 (4), 1루수가 (3)이기 때문에 643 병살이라고 한다. 2루수-유격수-1루수의 순서이면 ‘463 병살’, 3루수-2루수-1루수의 순서이면 ‘5-4-3 병살’이라고 한다. 투수가 공을 잡아 병살할 때에는 ‘1-4-3 병살’이나 ‘1-6-3병살’이 나오기도 하고, 2루수가 공을 잡아서 직접 베이스를 찍고 1루수에게 공을 던져 타자도 아웃되면 ‘4-3 병살’이 된다.
플라이나 라인드라이브성 타구가 야수의 글러브에 맞고 굴절되어 땅볼 병살로 연결되는 경우 타자에게 병살타가 기록되지 않는다. 실제 사례로 2016년 한국시리즈 2차전 NC 다이노스 대 두산 베어스의 경기에서 1회초 이종욱이 출루한 뒤 박민우가 타격한 공이 라인드라이브성 타구였다. 그런데 이 공이 투수 장원준의 글러브에 맞고 굴절되어 내야땅볼이 되었고 이종욱이 2루에서 포스 아웃된 후 박민우도 1루에서 아웃되며 병살이 되었다. 그러나 이 타구는 병살타가 아니라 투수 땅볼로 기록되었다.

### 뜬공 → 더블플레이
수비수가 타자의 공중에 뜬공(아니면 직선타구)를 잡아 플라이 아웃을 시키면 주자는 자신이 원래 있던 루에서 다음 루로 진루하는 것이 가능하다. 이 경우 주자는 수비수가 공중에 떠있던 공을 잡았을 때 또는 공을 잡은 후에 원래 있던 루의 베이스를 밟은 다음에야 진루할 수 있다.
만약, 수비수가 플라이 아웃을 시킨 후 주자가 귀루하기도 전에 해당 루로 먼저 공이 도착하거나 태그가 이루어지면 더블플레이가 되지만 병살타로 기록되지 않는다.
플라이 아웃 후 더블플레이가 병살타가 되지 않는 이유는 타자가 친 타구는 이미 플라이 아웃이 되었고, 주자가 귀루하지 못해 아웃을 당한 것은 타자의 잘못이 아닌 주자의 잘못으로 보기 때문이다. 이 경우 주자의 아웃은 주루사로 기록된다.

### 삼진 → 도루사
무사나 1사이고 주자가 루에 나가 있을 때 타자가 삼진으로 아웃됨과 동시에 도루를 시도하던 주자가 포수의 도루저지에 걸려 아웃이 이루어지면 이 경우에도 역시 더블아웃이지만 병살타로는 기록되지 않는다. 플라이 아웃 후 더블플레이와 마찬가지로 주자의 도루실패 아웃에 대한 책임을 타자에게 물을 수 없기 때문이다. 이 경우 수비측에는 더블플레이가 기록되고 공격측에는 타자의 삼진 아웃과 주자의 도루실패가 동시에 기록된다.

## 수비번호
투수(1), 포수(2), 1루수(3), 2루수(4), 3루수(5), 유격수(6)
6-4-3 병살은 유격수 - 2루수 - 1루수, 4-6-3 병살은 2루수 - 유격수 - 1루수, 1-4-3 병살은 투수 - 2루수 - 1루수, 5-4-3 병살은 3루수 - 2루수 - 1루수, 1-2-3 병살은 투수 - 포수 - 1루수를 말한다.

## 같이 보기
- 삼중살
- 야구 기록